# モンセラート
モンセラート（モンセラット、セラト山、カタルーニャ語：Montserrat）は、スペインカタルーニャ州のバルセロナ近郊にある山である。カタルーニャ語の発音（IPA：[munsəˈrat]）ではムンサラートまたはムンサラーのようになる（oとu、aとeの中間音）。アーサー王の聖杯伝説に登場するベネディクト会のサンタ・マリア・モンセラート修道院付属大聖堂（Monasterio de Montserrat）がある。キリスト教の聖地とされている。

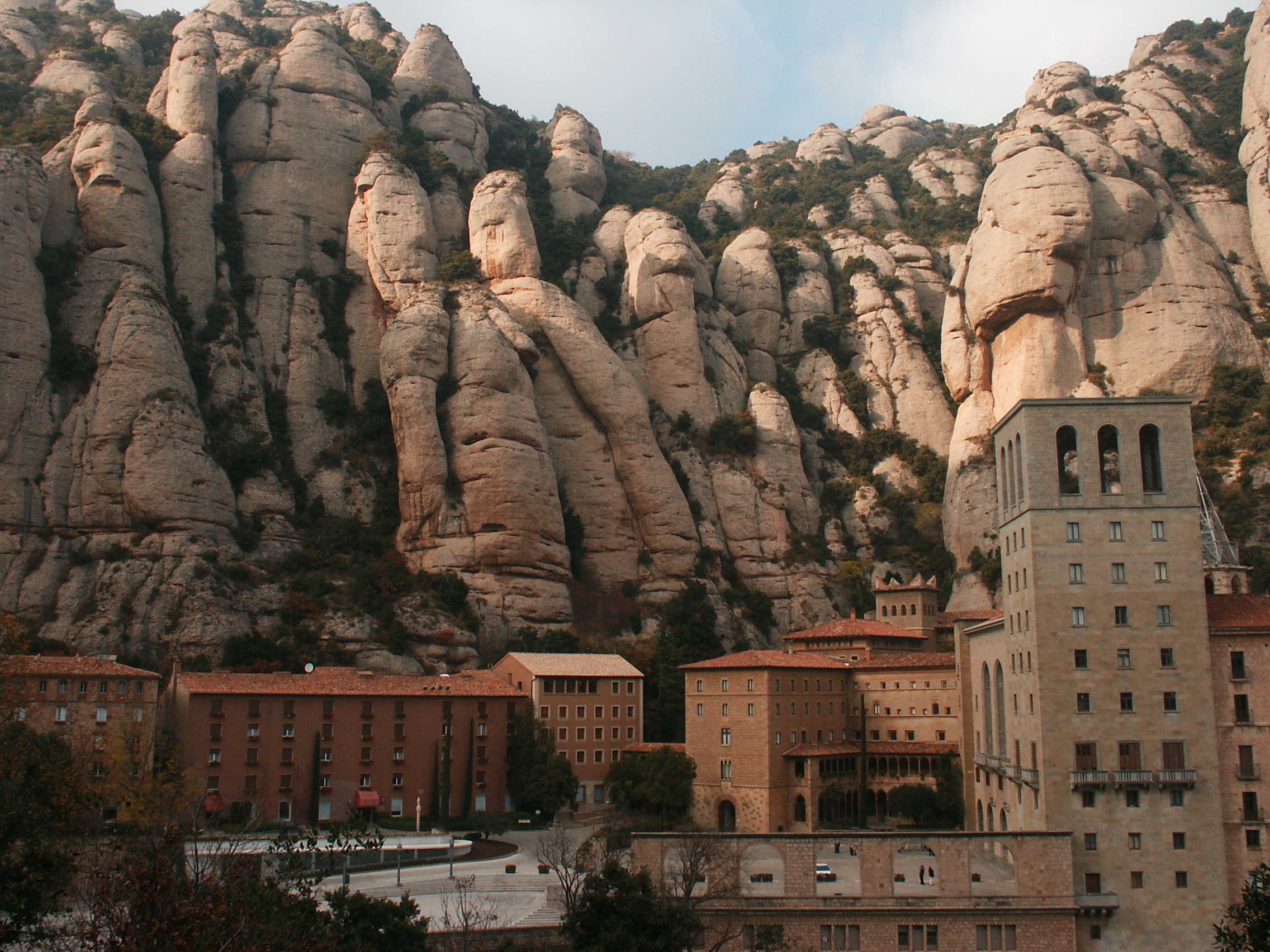
モンセラート修道院

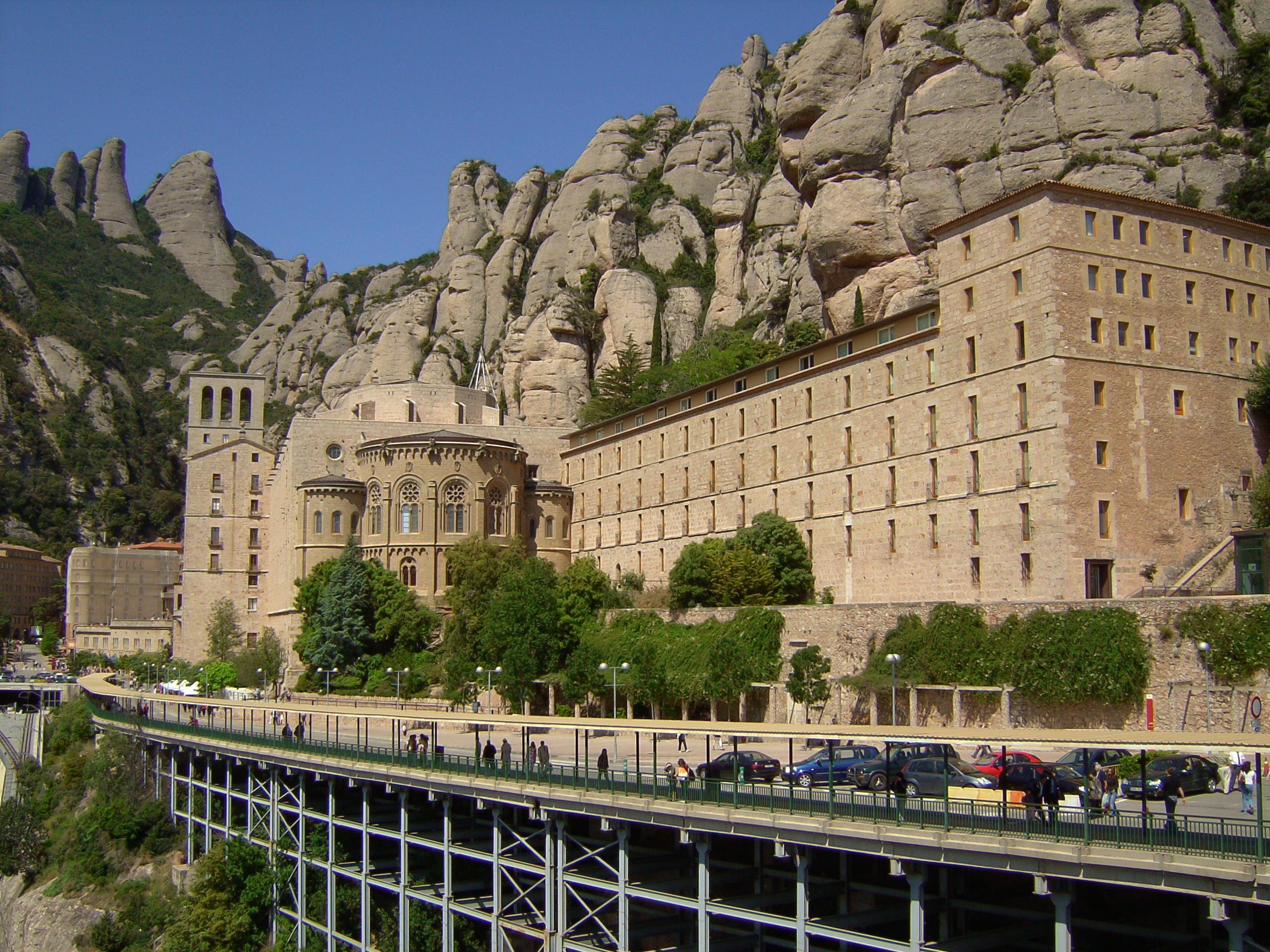
モンセラート修道院

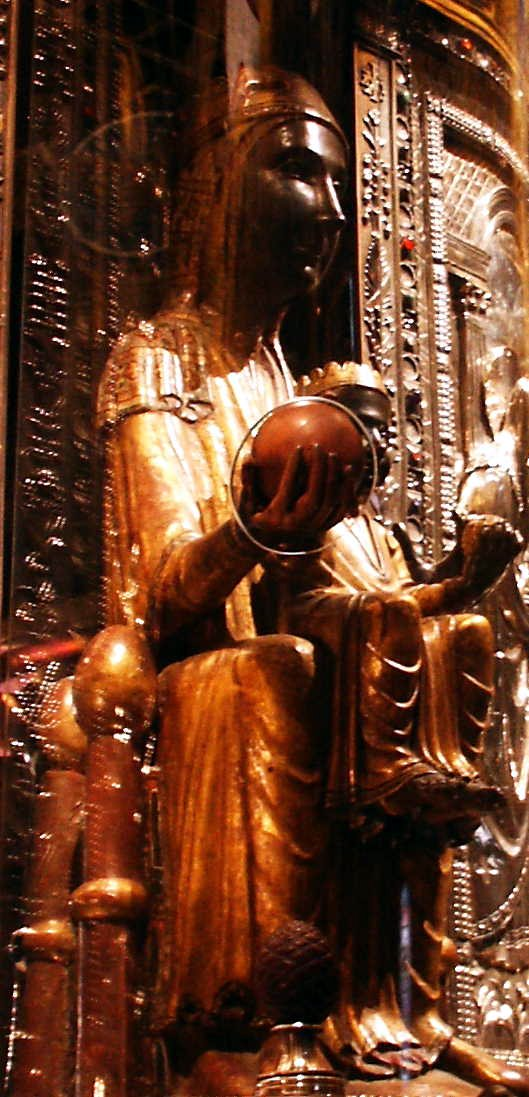
黒いマリア像。

## 名称
「モンセラート」とは「ギザギザな山（のこぎり山）」という意味があり、遠くからも見ることができる山肌の形状に由来している。ピンク色の礫岩などの堆積岩によって構成されている。これらは登山家にはよく知られている。

## 歴史
伝承によれば、西暦880年のとある土曜日のこと、羊飼いたちが岩山から強い光が放たれているのを見つけた。その後も土曜日になると繰り返し強い光が見られたため、光をたどってみたところ洞窟の中で聖母子像を見つけた。現在では「黒いマリア像」（Virgen de Montserrat）と呼ばれている聖母子像であるが、重すぎて運べなかったため、岩山の山中に大聖堂を建立したとされる。スペイン独立戦争の際、修道院はフランス軍の侵略を受けた。現在の修道院は19世紀の中頃に再建されたものである。地方の自治が否定されたフランコ政権下にあってもモンセラートではカタルーニャ語によるミサが続けられたことから、モンセラートは中央集権に抵抗するカタルーニャの象徴となった。

## 交通
修道院へは道路が整備されている他、バルセロナからカタルーニャ公営鉄道を利用し、谷間を通るモンセラートラック鉄道に乗り換えていくことも可能である。修道院から先はケーブルカーを利用して頂上まで行くことができる。その途中には、かつて隠遁した僧たちが生活していた小屋がある。最高峰サン・ジェロニ (セント・ジェローム、海抜1236m)へのハイキングも人気である。

## その他
- 「モンセラート」又は「モンセラートのマリア」は、カタルーニャ地方や他のスペインの地域で一般的な女性の名前である。この名前は普通Montseと略される。
- モンセラートの朱い本は、モンセラート修道院に伝承される中世西洋音楽の歌曲集。
- カリブ海の小島モントセラト（Montserrat）はコロンブスによってこの山にちなみ1493年に名付けられた。現在イギリスの海外領土である。
- カタルーニャ出身の建築家であるアントニ・ガウディは、ロザリオの秘跡を表したモニュメントの第一秘跡を手がけた。